# Lucien Radoux

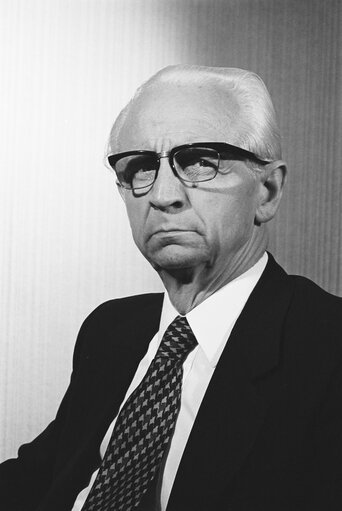
Lucien Radoux in 1982

Lucien Jean Louis Radoux (Etterbeek, 18 juli 1921 – Brussel, 24 december 1985) was een Belgisch volksvertegenwoordiger.

## Levensloop
Tijdens de Tweede Wereldoorlog speelde Radoux een actieve rol in het gewapend Verzet. Na de oorlog was hij kabinetsmedewerker van verschillende socialistische ministers, in de eerste plaats van Paul-Henri Spaak, van wie hij verschillende jaren de privésecretaris en trouwe aanhanger was. Binnen de socialistische partij werd hij gerangschikt bij de 'spaakisten'.
In 1958 werd hij voor de PSB verkozen tot lid van de Kamer van volksvertegenwoordigers voor het arrondissement Brussel, een mandaat dat hij vervulde tot in 1977. Daarna zetelde hij van 1977 tot 1981 voor de PSB en daarna de PS als rechtstreeks gekozen senator voor het arrondissement Brussel in de Belgische Senaat. Vanuit deze mandaten zetelde hij van 1971 tot 1980 ook in de Cultuurraad voor de Franse Cultuurgemeenschap en van 1980 tot 1981 in de Franse Gemeenschapsraad.
Op gemeentelijk vlak was Radoux van 1952 tot 1954 gemeenteraadslid van Lot en vanaf 1958 gemeenteraadslid en van 1965 tot 1970 schepen van Ruisbroek.
Hij was ook lid van de assemblee van de West-Europese Unie (WEU), van 1965 tot 1968 zetelde hij van de Parlementaire Assemblee van de Raad van Europa en van 1962 tot 1965 en van 1968 tot 1984 was hij de Europese Parlementaire Assemblee, later het Europees Parlement. Hij was tevens lid van de Parlementaire Assemblee van de NAVO en begin jaren zeventig voorzitter van het Brusselse verbindingsbureau van de socialistische partijen van de eerste zes EEG-landen.
In 1979 werd hij verkozen tot Europees Parlementslid in het eerste rechtstreeks verkozen parlement en bleef dit tot in 1984. Hij was er in 1983-1984 voorzitter van de delegatie voor de betrekkingen met de Oost-Europese landen.
Radoux was een overtuigd Europees federalist en ook een strijdend 'atlanticus' en medeoprichter in 1961 van het Atlantic Institute.
Verder was hij afgevaardigde bestuurder van het Huis van Europa in Brussel.

## Publicaties
- Petite histoire du mouvenemt européen, 1950.
- Politique internationale: Le problème de la défense nationale. Les engagements de la Belgique, Brussel, 1950.
- (samen met Raymond Rifflet en J. Van Helmont) Le projet de constitution Européenne: le socialisme et l'Europe, Socialistische Beweging voor de verenigde staten van Europe, Brussel, 1953.
- La France et l'OTAN, Union de l'Europe Occidentale, Parijs, 1967.
- L'Etat de la sécurité européenne, in: Revue socialiste, 1968.
- De L'Europe des Six à la Grande Europe par la technologie?, in: Revue socialiste, 1968.
- La nouvelle stratégie de l'Alliance Atlantique, in: Nouvelles de l'Otan, 1968.
- Global European security, Brussel, Ministerie van Buitenlandse Zaken, 1969.
- De bevoegdheden van het Europees parlement, Brussel, 1977.
- (samen met Jean-Guy Giraud) Quels pouvoirs pour le Parlement Européen?, Brussel, Instituut Emile Vandervelde, 1981.